# Lohann Doucet
Lohann Doucet (* 14. September 2002 in Nantes) ist ein französisch-burkinischer Fußballspieler, der beim FC Nantes in der Ligue 1 unter Vertrag steht und aktuell an den Zweitligisten Paris FC verliehen ist.

## Karriere
Doucet begann seine fußballerische Ausbildung bei Élan de Sorinières, ehe er im Jahr 2005 zum OSC Landreau Loroux wechselte, wo er zehn Jahre spielte. Im Sommer 2015 wechselte er in die Jugendakademie des FC Nantes. Dort nahm er im Frühjahr 2020 an der Coupe Gambardella teil, wo er zweimal für die U19-Mannschaft auflief, ehe er Pokal coronabedingt abgebrochen wurde. In der Saison 2021/22 entwickelte sich Doucet dann zum Stammspieler bei der zweiten Mannschaft in der National 2 und lief dort 18 Mal auf. Im Dezember 2021 unterschrieb er daraufhin seinen ersten Profivertrag bei Nantes. Zudem wurde er am 31. Spieltag der Ligue-1-Saison bei einem 1:1-Unentschieden gegen Stade Brest spät eingewechselt und debütierte somit für die Profis der Kanarienvögel. Die Profisaison 2021/22 beendete er mit einem weiteren Ligaspiel, einem Pokalspiel und dem Gewinn des Pokals ohne ein weiteres Mal eingesetzt worden zu sein. In der Saison 2022/23 spielte er vorrangig in der zweiten Mannschaft in der National 2, wo er 17 Saisonspiele bestritt und ein Tor schoss. Für die Profis kam er in neun Ligaspielen und zwei Pokalspielen zum Einsatz. In der Europa League, an der man durch den Pokalgewinn teilnahm, kam er allerdings nicht zum Zug. Man erreichte erneut das Pokalfinale, scheiterte jedoch am FC Toulouse. Im Sommer 2023 wurde er für die gesamte Spielzeit 2023/24 leihweise an den Zweitligisten Paris FC abgegeben. Dort debütierte er am zweiten Spieltag direkt in der Startelf bei einer Niederlage gegen Grenoble Foot.

## Erfolge
FC Nantes
- Französischer Pokalsieger: 2022
  - Finalist: 2023